# Simulium berneri
Simulium berneri es una especie de insecto del género Simulium, familia Simuliidae, orden Diptera.
Fue descrita científicamente por Freeman, 1954.